# 李運昇
李運昇，字平世，贵州黃平人，清朝政治人物、同進士出身。
雍正五年（1727年）丁未科進士，三甲八十八名，官山西汾陽縣知縣。